# JBL

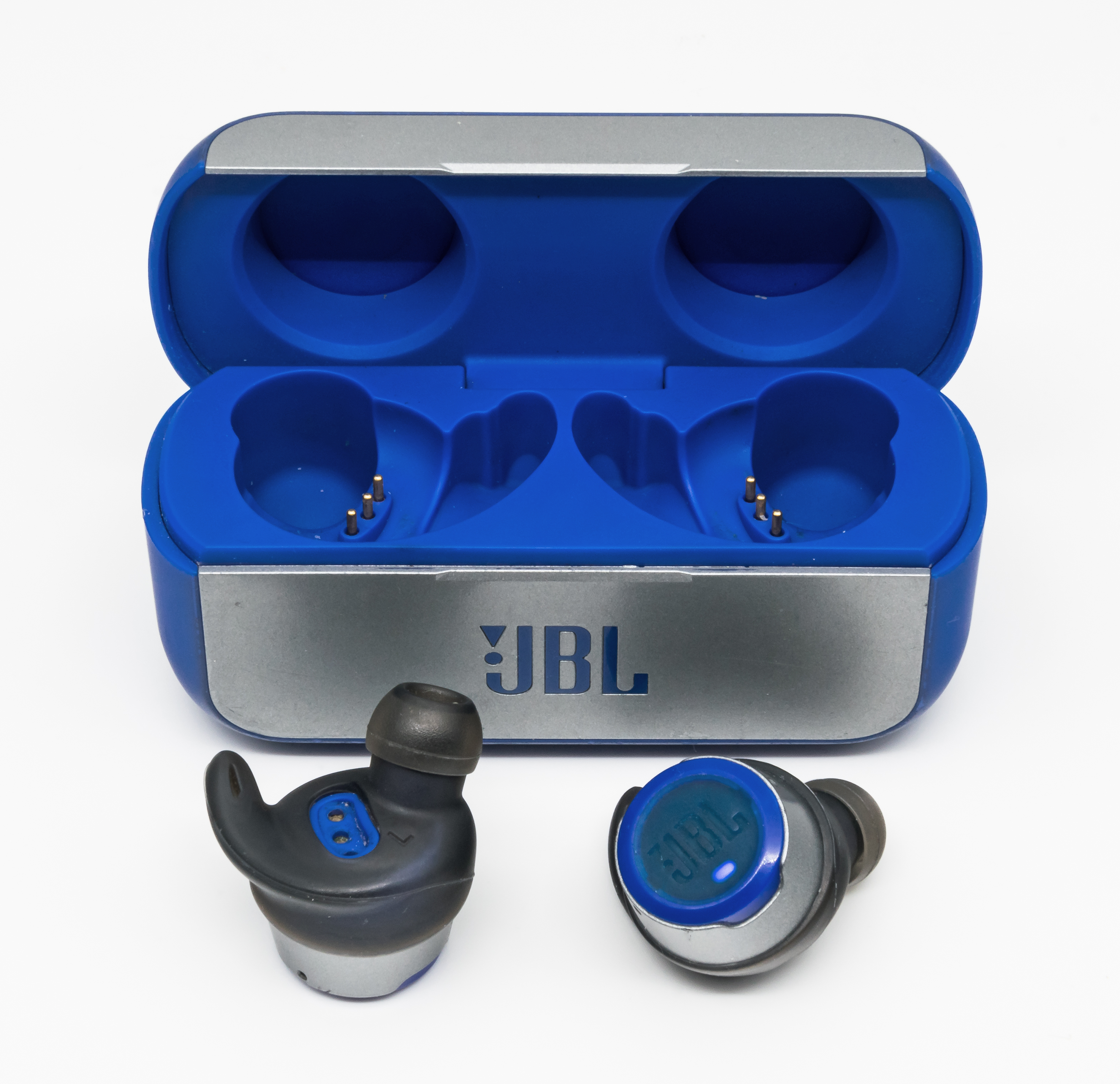
Słuchawki JBL TL0846

JBL – amerykańskie przedsiębiorstwo zajmujące się produkcją sprzętu audio. Zostało założone w 1946 roku i początkowo produkowało głośniki oraz związaną z nimi elektronikę. Współcześnie specjalizuje się głównie w dziedzinie profesjonalnego sprzętu nagłośnieniowego, jest też producentem sprzętu audio do użytku domowego.
Nazwa JBL nawiązuje do pierwszych liter nazwiska jej założyciela Jamesa Bullough Lansinga (1902–1949), który udźwiękowił pierwszy film w historii kina.
JBL jest własnością Harman International Industries, spółki zależnej, należącej do południowokoreańskiej firmy Samsung Electronics.